# 久保田磨希
久保田 磨希（くぼた まき、1973年2月27日 - ）は、京都府福知山市出身の女優で、ホリプロのグループ会社「プロダクションパオ」に所属する。大阪芸術大学芸術学部放送学科を卒業し、多くの番組で活躍する。

## 略歴・人物
大阪芸術大学在学中に演劇サークルにて演劇に目覚め、卒業後も劇団にて舞台やドラマに出演。
上京後に出演したフジテレビのドラマ『大奥』の「美味でございます～」という台詞で注目される。
クイズ番組『平成教育予備校』『熱血!平成教育学院』にはレギュラー解答者として出演。
2005年に『アタックNo.1』で32歳にして女子高生役を演じて話題となった。
Gカップの持ち主であると公言するも「使い道がない」と自嘲的に語る。
同窓会で再開した柿谷たつやと2006年6月14日に結婚し、2006年8月に都内で挙式する。
2011年5月31日に妊娠6か月を公表して10月17日に2,708グラムの女児を出産のち、ほどなく芸能活動を再開している。

## 出演

### テレビドラマ
NHK
※特記以外は総合テレビ
- 連続テレビ小説
  - やんちゃくれ（1998年 - 1999年）
  - てっぱん（2010年） - 田島夏代 役
  - まんぷく（2018年） - 三原まさの 役[3]
  - 舞いあがれ!（2023年） - 我妻花江 役[4]
- 夏雲あがれ（2007年） - お花 役
- つるかめ助産院〜南の島から〜（2012年） - 田上チエ 役
- 第二楽章（2013年） - 岡真知子 役
- ご縁ハンター（2013年） - 睦美 役
- 天使はモップを持って（2013年） - 植田あかね 役
- 大河ドラマ 花燃ゆ（2015年） - 杉亀 役
- 赤ひげ（BSプレミアム） - お光 役
  - 赤ひげ（2017年）
  - 赤ひげ3（2020年）
- 藤子・F・不二雄 SF短編ドラマ シーズン3「ユメカゲロウ」（2025年）[5]

日本テレビ
- 慰謝料弁護士〜あなたの涙、お金に変えましょう〜（2014年） - 大塚雅代 役
- ドクターカー（2016年） - 草野弥生 役
- 火曜サスペンス劇場
  - 「身辺警護5」（2000年） - 相川ます美（巡査部長）役
  - 「警部補 佃次郎18」（2003年）

TBS
- いのちの現場から（1998 - 2006年） - 大沢福子 役
- 婚姻関係（1994年）
- 幽霊ママ（1998年） - 横山 役
- 浅草ふくまる旅館（2007年） - 常石たま子 役
- ブラックボード〜時代と戦った教師たち〜（2012年） - 江川千恵子 役
- 37.5℃の涙（2015年） - 佐藤陽子 役
- 月曜ゴールデン
  - 「占い師みすず 事件は運命の彼方に1」（2006年） - 杉野美佐枝 役
  - 「おふくろ先生の診療日記7」（2015年） - 西村菜摘 役
- 月曜名作劇場
  - 「赤かぶ検事奮戦記6」（2016年） - 桜田梅子 役
- ROOM〜史上最悪の一期一会（2024年、BS-TBS） - 光子 役[6]

フジテレビ
- 御家人斬九郎 第5シリーズ 第3話「最後の忍者」（2001年） - 飯屋の女中 役
- あなたの隣に誰かいる（2003年） - 車田美佐江 役
- 大奥（2003 - 2004年） - 浦尾 役
  - 大奥〜華の乱〜 （2005年）- 秀尾　役
- 積木くずし（2005年） - 郁子 役
- Ns'あおい（2005年）
- ブスの瞳に恋してる（2006年） - 沢木靖子 役
- 役者魂!（2006年） - 上田二美子 役
- 東京タワー 〜オカンとボクと、時々、オトン〜（2007年） - 中西靖子（大家さん）役
- ひみつな奥さん（2007年） - 関根サト子 役
- 裸の大将〜宮崎篇〜宮崎の鬼が笑うので〜（2008年） - 遠山市子 役
- Real Clothes（2008 - 2009年） - 星野さゆり 役
- 薔薇のない花屋（2008年）
- 33分探偵（2009年） - 根元しずえ 役
- その街の今は（2010年）
- 元泥棒・助川六郎のご町内防犯パトロール（2011年） - 新井早苗 役
- 最後から二番目の恋（2012年） - AP・三井道子 役
  - 2012秋（2012年）
  - 続・最後から二番目の恋（2014年）
  - 続・続・最後から二番目の恋（2025年）[7]
- キャリア〜掟破りの警察署長〜（2016年） - 浦沢ななえ 役
- アンサング・シンデレラ病院薬剤師の処方箋 （2020年） - 助産師 役
- 全っっっっっ然知らない街を歩いてみたものの 最終話（2021年4月3日（2日深夜）） - 居酒屋「くるり」のママ 役
- PICU 小児集中治療室（2022年） - スミス桜 役
- グランマの憂鬱 第4話（2023年4月29日） - ナミ 役
- テイオーの長い休日 第1話 - 第3話・第5話・第6話・最終話（2023年6月3日 - 6月17日・7月1日・8日・29日、東海テレビ） - 藤本千春 役[8]
- モンスター 第4話（2024年11月4日、関西テレビ） - 赤塚弁護士 役[9]
- ロンダリング（2025年7月4日 - 、関西テレビ） - 緑原小町 役[10]
- 金曜プレステージ
  - 「警察庁特別監察官 氷の女・氷室透子」（2014年） - 河野博子 役

テレビ朝日
- 京都迷宮案内
  - 第1シーズン（1999年）
  - SP（2009年）
- 科捜研の女
  - 第1シリーズ 第5話（1999年）
  - 第3シリーズ 第6話（2001年）
  - 第13シリーズ 第12話（2014年）- 星野恵美 役
- 部長刑事シリーズ・警部補マリコ（2001年 - 2002年、朝日放送） - 江崎英子 役
- アタックNo.1（2005年） - 中原淳子 役
- 家族〜妻の不在・夫の存在〜（2006年）‐ 雪子ママ 役
- 富豪刑事 第2シリーズ（2006年） - 今岡千賀子 役
- 時効警察（2007年） - ママさんバレー選手・こずえ（背番号2番）役
- キミ犯人じゃないよね?（2008年） - 夏目ユリ 役
- パズル（2008年） - 清水英子 役
- その男、副署長〜京都河原町署事件ファイル〜（2008年） - アシスタント・香苗 役
- マイガール（2009年）
- 必殺仕事人シリーズ（2010年 - 、朝日放送と共同製作） - 結城はつ 役
  - 必殺仕事人2010（2010年）
  - 必殺仕事人2013（2013年）
  - 必殺仕事人2014（2014年）
  - 必殺仕事人2015（2015年）
  - 必殺仕事人2016（2016年）[11]
- 京都地検の女（2012年） - 川喜多夏帆 役
- 相棒 season16 第12話（2018年） ‐ 田川千波 役
- ホンノウスイッチ（2025年） - 秋山道代 役[12]
- 土曜ワイド劇場
  - 「温泉若おかみの殺人推理」（2003年 - ） - 仲居・梅子 役
  - 「京都のテミス女裁判官」
    - 第1作（2003年） - 柿田朋子 役
    - 第2作（2004年） - 佐竹茂子 役

  - 「狩矢父娘シリーズ15」（2013年） - 竹内さとみ 役

テレビ東京
- ママはニューハーフ（2009年） - 宇田川ハル江 役
- 三匹のおっさん〜正義の味方、見参!!〜（2014年） - 山下 役
- 孤独のグルメ Season6 第2話（2017年4月15日） - 若女将 役
- 誤差（2017年） - 芝原康子 役
- 絶メシロード season2 第6話（2022年） - 店員・宮澤恵美 役
- 水曜ミステリー9
  - 「さすらい署長 風間昭平11」（2014年） - 大熊巡査 役

その他
- 鬼平犯科帳 SEASON1 本所・桜屋敷（2024年1月8日、時代劇専門チャンネル） - おさだ 役[13]
- 三笠のキングと、あと数人（2025年、北海道放送） - 野田真琴 役[14][15]

### ウェブドラマ
- 17.3 about a sex　第3話（2020年9月17日、ABEMA）‐ クリニックの看護師 役
- REAL 恋愛殺人捜査班 Episode.5 - 6（2024年7月26日・8月2日 - 、FOD） - 涌井恵子 役[16]

### その他のテレビ番組
- ライオンのごきげんよう
- 熱血!平成教育学院
- 踊る!さんま御殿!!
- ハピふる!
- アフリカのツメ
- くりぃむクイズ ミラクル9
- くりぃむVS林修!クイズサバイバー
- いっぷく!

### 映画
- ぼくんち（2003年） - じゅん子 役
- 極道の妻たち 情炎（2005年） - 殺し屋 役
- 大奥（2006年、東映） - 奥女中・浦尾 役
- 旭山動物園物語 ペンギンが空をとぶ（2009年、角川映画）
- 裁判長!ここは懲役4年でどうすか（2010年、ゼアリズエンタープライズ） - 野崎弁護士 役
- 明日やること ゴミ出し 愛想笑い 恋愛。（2010年） - 結婚しそびれた お局デスク 役
- 案山子とラケット 〜亜季と珠子の夏休み〜（2014年） - 松丘松子 役
- ウェディング・ハイ（2022年、松竹） - 豊島瞳 役
- 夜明けのすべて（2024年、バンダイナムコフィルムワークス / アスミック・エース）[17]
- あまろっく（2024年、ハピネットファントム・スタジオ） - 昌子 役[18][19]

### 舞台
- 大奥（2007年、2010年、2013年） - 2011年の公演は妊娠と重なり出演できず、2012年の公演も出演せず。
- 漂流劇 ひょっこりひょうたん島（2015年） - チャッピ 役
- ピーターパン（2017年） - ライザ  役
- メリー・ポピンズ（2018年、2022年、2026年） - ミセス・ブリル役[20]
- 燕のいる駅-ツバメノイルエキ-（2023年9月23日 - 10月8日、紀伊國屋ホール / 10月14日、松下IMPホール） - 佐々木芳美 役[21]
- 高田の棺（2024年4月9日 - 17日、OFF・OFFシアター）[22]